# News UK

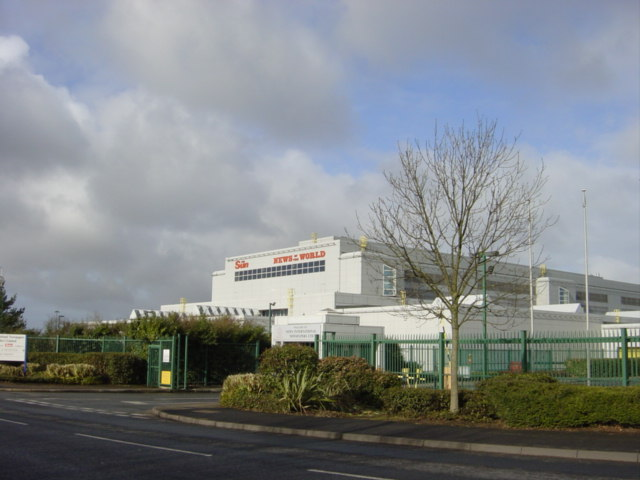
News UK op Knowsley Industrial Park

News UK is de Britse divisie van News Corp, tot juni 2013 bekend als News Corporation. Het bedrijf is voornamelijk verantwoordelijk voor de kranten, nieuwsbladen en tijdschriften van News Corporation in het Verenigd Koninkrijk. Hieronder vallen onder andere The Times, The Sunday Times, The Sun en Times Educational Supplement.
Het bedrijf is formeel opgedeeld in drie divisies, Times Newspapers, News Group Newspapers en TSL Education.

### Kranten en nieuwsbladen
- News of the World
- The Times
- The Sun
- TES